# Мічурінське сільське поселення (Чамзінський район)
Мічу́рінське сільське поселення (рос. Мичуринское сельское поселение) — муніципальне утворення у складі Чамзінського району Мордовії, Росія. Адміністративний центр — село Мічуріно.

## Історія
Станом на 2002 рік існували Краснопосьолківська сільська рада (село Красний Посьолок, присілки Азар'євка, Александровка, селища Макеєвка, Смирновка) та Мічурінська сільська рада (села Знаменське, Інелей, Мічуріно, Новоселки, присілок Нагорна Вишенка, селище Желєзний).
26 травня 2014 року було ліквідовано Краснопосьолківське сільське поселення, його територія увійшла до складу Мічурінського сільського поселення.

## Населення
Населення — 753 особи (2019, 899 у 2010, 1053 у 2002).

## Склад
До складу поселення входять такі населені пункти:
| Населений пункт           | Населення, осіб (2002) | Населення, осіб (2010) |
| ------------------------- | ---------------------- | ---------------------- |
| Азар'євка, присілок       | 7                      | 7                      |
| Александровка, присілок   | 11                     | 6                      |
| Желєзний, селище          | 12                     | 4                      |
| Знаменське, село          | 198                    | 173                    |
| Інелей, село              | 0                      | 0                      |
| Красний Посьолок, село    | 212                    | 197                    |
| Макієвка, селище          | 16                     | 9                      |
| Мічуріно, село            | 458                    | 412                    |
| Нагорна Вишенка, присілок | 12                     | 3                      |
| Новоселки, село           | 122                    | 88                     |
| Смирновка, селище         | 5                      | 0                      |